# Парадокс Еджуорта
Парадокс Еджуорта (англ. Edgeworth paradox) — економічний феномен, що описує ситуацію, коли два гравці не можуть досягти стану рівноваги з чистими стратегіями, тобто якщо кожен з них призначає стабільну ціну.
Припустимо, що дві компанії, А і В, продають ідентичний товарний продукт, і покупці вибирають товар виключно на основі ціни. Кожна компанія стикається з обмеженнями виробничих потужностей, оскільки поодинці вона не може задовольнити попит за ціною нульового прибутку, але разом вони можуть більш ніж задовольнити такий попит.
На відміну від парадоксу Бертрана, ситуація з обома компаніями, які призначають ціни з нульовим прибутком, не є рівновагою, оскільки будь-яка компанія може підвищити свою ціну та отримати прибуток. Також не є рівновагою ситуація, коли одна компанія стягує меншу плату, ніж інша, оскільки компанія з нижчою ціною може вигідно підвищити свою ціну до ціни компанії, що призначила вищу плату. Також, не може бути ситуація, коли обидві компанії пропонують однакову ціну з позитивним прибутком, оскільки кожна з них потім може незначно знизити свою ціну та вигідно захопити більшу частину ринку.

## Податковий парадокс
Оподаткування товару може фактично привести до зниження ціни. Френсіс Ісідро Еджворт заклав утилітарні основи для дуже прогресивного оподаткування, стверджуючи, що оптимальний розподіл податків має бути таким, щоб «гранична марність, яку відчуває кожен платник податків, повинна бути однаковою».
Еджуорт зробив відкриття і захищав його від опозиції провідних економістів, яке полягає в тому, що монополіст, який контролює два види продукції, може після оподаткування одного з них оцінити потенційно вигідним для себе зниження обох цін, крім сплати податку. Проте, він розглядав це як чистий курйоз, який справді вкрай рідко зустрічається і властивий лише монополії. Але в цитованій роботі показано, що це явище також можливе при вільній конкуренції і, цілком ймовірно, зустрічається в багатьох випадках як при монополії, так і при конкуренції.
Еджуорт першим спробував дати систематичне і чітке визначення досконалої конкуренції. Його робота заслуговує ретельного розгляду, незважаючи на той факт, що мало хто з економістів його часу і сучасних спробували розібратися в теоремах і гіпотезах «Математичної психіки». Ймовірно, що ця праця є однією з найскладніших для розуміння з-поміж  усіх значних книг в історії економіки.
Еджуорт замінює теорію рівності жертви теорією найменших жертв з точки зору народного господарства, причому головний тягар оподаткування повинен падати на тих, статки яких значно перевищують середній рівень, тоді як особи з мінімальними доходами повинні бути звільнені від податку.